# Kjørnes
Kjørnes is een plaats in de Noorse gemeente Sogndal, provincie Vestland. Kjørnes telt 510 inwoners (2007) en heeft een oppervlakte van 0,31 km².